# Traveler
Traveler é uma série dramática que estreou na ABC em maio de 2007.

## Sinopse
Dois estudantes graduados, (Jay Burchell e Tyler Fog) se tornam suspeitos de terrorismo após uma corrida de patins dentro de um museu, incentivada pelo amigo Will Traveler. Quando esses dois amigos saem do museu e entram em contato com Will Traveler, este explode o museu. Após esse fato, Will Traveler desaparece e não há registros nenhum sobre a sua existência.
Jay e Tyler passam a ser perseguidos pela polícia, que pesquisando sobre a vida do pai de Jay, acham vários motivos para que ele seja realmente um terrorista. Além da polícia, são estranhamente perseguidos pelos possíveis autores do crime. Sem entender absolutamente nada, esses dois amigos tentam achar pistas sobre os autores do crime para provarem que são inocentes.

## Elenco e personagens
- Matthew Bomer como Jay Burchell
- Logan Marshall-Green como Tyler Fog
- Aaron Stanford como Will Traveler
- Viola Davis como Agente Jan "Naj" Marlow
- Steven Culp como Agente Fred Chambers

## Temporada
A série foi cancelada em seu oitavo episódio, não chegando a completar a primeira temporada.

## Em Portugal
Em Portugal a série estreou no canal FOX Crime em setembro de 2007 e na RTP1 no dia 20 de Janeiro de 2008, sendo emitida aos domingos.

## No Brasil
No Brasil a série estreou em 18 de Julho sendo exibida todas as Quartas-Feiras às 21h no Warner Channel.

## Recepção da crítica
Traveler teve recepção mista por parte da crítica especializada. Com base de 17 avaliações profissionais, alcançou uma pontuação de 53% no Metacritic. Por votos dos usuários do site, atinge uma nota de 9.1, usada para avaliar a recepção do público.